# زامبی‌های مارول (مینی‌سریال)
زامبی‌های مارول (انگلیسی: Marvel Zombies) مینی‌سریال پویانمایی محصول ایالات متحده است که توسط زب ولز برای سرویس استریم دیزنی پلاس ساخته شده است. این مجموعه بر اساس مجموعه کمیک‌هایی به همین نام از مارول کامیکس ساخته شده و شانزدهمین مجموعه تلویزیونی در دنیای سینمایی مارول محسوب می‌شود که توسط مارول استودیوز انیمیشن تولید شده است.
رویدادهای این مجموعه در خط زمانی جایگزینی روایت می‌شود که پیش‌تر در قسمت «چه می‌شود اگر… زامبی‌ها؟!» (۲۰۲۱) از مجموعه پویانمایی چه می‌شود اگر… ؟ (۲۰۲۱–۲۰۲۴) معرفی شده بود. ادامه‌ای بر آن قسمت، مجموعه زامبی‌های مارول داستان گروهی از بازماندگان را دنبال می‌کند که در برابر قهرمانان و شرورهایی که به زامبی تبدیل شده‌اند، مبارزه می‌کنند. برایان اندروز به‌عنوان شورانر و کارگردان و زب ولز به عنوان نویسندهٔ اصلی در این پروژه حضور دارند.
از صداپیشگان این مجموعه می‌توان به آکوافینا، دیوید هاربر، سیمو لیو، الیزابت اولسن، رندل پارک، فلورنس پیو، هیلی استاینفلد، دامینیک تورن، ایمان ولانی و تاد ویلیامز اشاره کرد که بسیاری از آن‌ها نقش‌های خود را از آثار قبلی دنیای سینمایی مارول تکرار می‌کنند.
توسعهٔ مجموعه از ژوئن ۲۰۲۱، در کنار پروژه‌های پویانمایی دیگر مارول استودیوز و به ویژه اسپین‌آفی بر اساس قسمت «چه می‌شود اگر… زامبی‌ها؟!» آغاز شد و در نوامبر همان سال رسماً اعلام شد. مجموعه با همان سبک مجموعه پویانمایی چه می‌شود اگر… ؟ ساخته می‌شود و «استودیو استلار کریتیو لب» که در آن پروژه نیز همکاری داشت، مسئولیت پویانمایی را برعهده دارد. این مجموعه نخستین محصول مارول استودیوز انیمیشن خواهد بود که رده‌بندی سنی TV-MA دریافت کرده است.
زامبی‌های مارول قرار است در ۳ اکتبر ۲۰۲۵ در دیزنی پلاس پخش شود و شامل چهار قسمت خواهد بود. این مجموعه بخشی از فاز ششم دنیای سینمایی مارول خواهد بود.

## انتشار
زامبی‌های مارول قرار است در ۳ اکتبر ۲۰۲۵ از دیزنی پلاس پخش شود و شامل چهار قسمت خواهد بود. در ژوئیهٔ ۲۰۲۲، انتظار می‌رفت این مجموعه در سال ۲۰۲۴ منتشر شود. در ژانویهٔ ۲۰۲۴، برایان اندروز اظهار داشت که از زمان دقیق پخش مطمئن نیست،: 51:00–51:08  زیرا تاریخ انتشار به‌طور مداوم تغییر می‌کرد و در آن زمان هنوز تعیین نشده بود. در پنل استودیوی انیمیشن مارول در رویداد D23 در اوت ۲۰۲۴، مجموعه‌هایی از جمله زامبی‌های مارول معرفی شدند که قرار بود در ۱۲ تا ۱۸ ماه آینده منتشر شوند، اگرچه به‌طور مشخص اعلام شد که زامبی‌های مارول «تا مدتی پخش نخواهد شد». ماه انتشار آن، اکتبر ۲۰۲۵، در اکتبر همان سال اعلام شد. این مجموعه بخشی از فاز ششم دنیای سینمایی مارول خواهد بود.